# Recepta de cuina
Una recepta de cuina és una guia completa que proporciona tota la informació necessària per a preparar un plat específic, des dels ingredients fins als passos de la preparació, amb opcions addicionals com ara trucs culinaris, suggeriments de presentació i informació nutricional. És una forma estructurada de comunicar com preparar un plat específic.
Una recepta d'un llibre de cuina sol recollir almenys aquestes informacions:
- El nom del plat
- Els ingredients i les quantitats necessàries, incloent-hi possibles alternatives, per exemple, d'ingredients difícils d'aconseguir
- El nombre de racions que es podrien servir amb les quantitats detallades
- Els estris i altre equipament necessari per a elaborar el plat
- El temps d'elaboració que requerirà la preparació, de vegades detallat per fases (per exemple, preparació, cocció, emplatat, etc.)
- Una enumeració ordenada i detallada de cada un dels passos de la preparació
- Una descripció de la presentació final, incloent-hi quin aspecte, textura, aroma i gust hauria de tenir el resultat

Altres informacions que també se solen recollir són:
- Una valoració de la dificultat d'elaboració del plat, sovint expressat com el grau d'experiència del cuiner
- Variants locals del plat, potser amb altres noms, altres ingredients, lleugeres variacions en la manera de preparar-lo o de presentar-lo, etc.
- L'origen o la història del plat
- Imatges o fotografies del plat acabat o d'alguns dels ingredients
- Indicacions sobre la conservació del plat, possibilitat de congelar-lo, com reaprofitar-lo, reescalfar-lo, etc.
- Informació de caràcter nutricional, com calories, contingut relatiu de proteïnes, greixos i sucres, si pot ser indicat o no per a determinades restriccions dietètiques, etc.

## Llibres de cuina
Les receptes formen part de la cultura d'un grup i se solen transmetre de generació en generació, sigui de paraula, sigui en llibres de cuina o receptaris.
Entre els primers llibres de cuina catalans que es conserven tenim:
- Llibre de Sent Soví, manuscrit d'autor anònim del segle 14
- Llibre del Coch de Robert de Nola, cuiner del rei Ferran I de Nàpols, del segle xvi
- La cuynera catalana, d'autor anònim del segle xix

Entre els llibres de cuina catalans considerats clàssics actualment tenim:
- La Teca, d'Ignasi Domènech i Puigcercós, 1923
- Art de ben menjar, de Marta Salvià (pseudònim d'Adrianna i Sara Aldavert),[1] 1923
- Culinaria, de Josep Rondissoni, 1945 (castellà)